# Liga Provincial de Fútbol de Piura
La Liga Provincial de Fútbol de Piura es una de las Ligas Provinciales de Fútbol del Perú y es la entidad rectora de las competiciones futbolísticas en la provincia de Piura, en el departamento homónimo. 
Fue fundada oficialmente en 1976. Organiza en su provincia el torneo de la Etapa Provincial que forma parte del Sistema Nacional de la Copa Perú y clasifica a dos equipos a la Etapa Departamental de Piura. Su presidente actual es Pablo Silupú.
El campeón actual es Racing Club, representante de la Liga distrital de Tambogrande, que ganó la liguilla final de la Etapa Provincial.

## Historia
La Liga Provincial de Piura fue fundada oficialmente el 13 de agosto de 1976. Se encargó de organizar en su provincia el torneo de la Etapa Provincial que hasta 2003 clasificó un equipo a la Etapa Departamental de Piura y desde 2004 clasifica a dos equipos a esa etapa.

## Ligas Distritales
La Liga Provincial administra a nueve Ligas Distritales:
- Liga distrital de Castilla
- Liga distrital de Catacaos
- Liga distrital de Cura Mori
- Liga distrital de El Tallán
- Liga distrital de La Arena
- Liga distrital de La Unión
- Liga distrital de Las Lomas
- Liga distrital de Piura
- Liga distrital de Tambogrande

## Lista de campeones
| Año  | Campeón                                   | Distrito                                  | Subcampeón                                | Distrito                                  |
| ---- | ----------------------------------------- | ----------------------------------------- | ----------------------------------------- | ----------------------------------------- |
| 1976 | Olimpia                                   | La Unión                                  | Alianza Libertad                          | Piura                                     |
| 1977 | Deportivo UNP                             | Piura                                     |                                           |                                           |
| 1978 | Deportivo NEICOP                          | Piura                                     |                                           |                                           |
| 1979 | Atlético Grau                             | Piura                                     |                                           |                                           |
| 1980 |                                           |                                           |                                           |                                           |
| 1981 |                                           |                                           |                                           |                                           |
| 1982 | Sport Liberal                             | Piura                                     |                                           |                                           |
| 1983 |                                           |                                           |                                           |                                           |
| 1984 | Atlético Grau                             | Piura                                     |                                           |                                           |
| 1985 |                                           |                                           |                                           |                                           |
| 1986 |                                           |                                           |                                           |                                           |
| 1987 |                                           |                                           |                                           |                                           |
| 1988 | Atlético Nueva Esperanza                  | Piura                                     |                                           |                                           |
| 1989 |                                           |                                           |                                           |                                           |
| 1990 |                                           |                                           |                                           |                                           |
| 1991 |                                           |                                           |                                           |                                           |
| 1992 |                                           |                                           |                                           |                                           |
| 1993 |                                           |                                           |                                           |                                           |
| 1994 |                                           |                                           |                                           |                                           |
| 1995 |                                           |                                           |                                           |                                           |
| 1996 |                                           |                                           |                                           |                                           |
| 1997 | Atlético Grau                             | Piura                                     |                                           |                                           |
| 1998 | Deportivo UNP                             | Piura                                     |                                           |                                           |
| 1999 | Deportivo UNP                             | Piura                                     |                                           |                                           |
| 2000 | Atlético Grau                             | Piura                                     |                                           |                                           |
| 2001 |                                           |                                           |                                           |                                           |
| 2002 | Atlético Grau                             | Piura                                     | Olimpia                                   | La Unión                                  |
| 2003 | Atlético Grau                             | Piura                                     | Olimpia                                   | La Unión                                  |
| 2004 | Alianza Vallejiana                        | Piura                                     | Olimpia                                   | La Unión                                  |
| 2005 | Olimpia                                   | La Unión                                  | Atlético Grau                             | Piura                                     |
| 2006 | Corazón Micaelino                         | Piura                                     | Olimpia                                   | La Unión                                  |
| 2007 | Atlético Grau                             | Piura                                     | Corazón Micaelino                         | Piura                                     |
| 2008 | Atlético Grau                             | Piura                                     | Olimpia                                   | La Unión                                  |
| 2009 | Inca Junior                               | Catacaos                                  | Deportivo Ignacio Merino                  | Piura                                     |
| 2010 | Salesianos                                | La Unión                                  | Deportivo Ignacio Merino                  | Piura                                     |
| 2011 | Juan de Mori                              | Catacaos                                  | Inca Junior                               | Catacaos                                  |
| 2012 | Inca Junior                               | Catacaos                                  | Flamengo                                  | Castilla                                  |
| 2013 | Defensor Bolognesi                        | Castilla                                  | Flamengo                                  | Castilla                                  |
| 2014 | Escuela Piuranitos                        | Piura                                     | Sport Liberal                             | Piura                                     |
| 2015 | Deportivo UNP                             | Piura                                     | San Antonio                               | Piura                                     |
| 2016 | Deportivo UNP                             | Piura                                     | Defensor Bolognesi                        | Castilla                                  |
| 2017 | Deportivo UNP                             | Piura                                     | Atlético Grau                             | Piura                                     |
| 2018 | Ídolos                                    | La Unión                                  | Defensor Nuevo Catacaos                   | Catacaos                                  |
| 2019 | Ídolos                                    | La Unión                                  | Semillero                                 | Tambogrande                               |
| 2020 | No se disputó por la Pandemia de COVID-19 | No se disputó por la Pandemia de COVID-19 | No se disputó por la Pandemia de COVID-19 | No se disputó por la Pandemia de COVID-19 |
| 2021 | No se disputó por la Pandemia de COVID-19 | No se disputó por la Pandemia de COVID-19 | No se disputó por la Pandemia de COVID-19 | No se disputó por la Pandemia de COVID-19 |
| 2022 | Defensor Nuevo Catacaos                   | Catacaos                                  | Semillero                                 | Tambogrande                               |
| 2023 | Olimpia                                   | La Unión                                  | Nueva Juventud                            | Cura Mori                                 |
| 2024 | Racing Club                               | Tambogrande                               | Porvenir Huáscar                          | Castilla                                  |
| 2025 | Racing Club                               | Tambogrande                               | Olimpia                                   | La Unión                                  |